# Quy tắc bàn tay trái

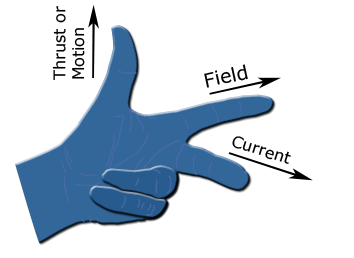
Fleming's left-hand rule

Quy tắc bàn tay trái (còn gọi là quy tắc bàn tay trái của Fleming) là một trong 2 quy tắc trực quan, Quy tắc bàn tay trái cho động cơ điện, Quy tắc bàn tay phải cho máy phát điện, Phát hiện bởi kỹ sư, nhà vật lý học John Ambrose Fleming, vào cuối thế kỷ 19, như một cách đơn giản để tìm ra hướng chuyển động trong động cơ điện, hoặc hướng của dòng điện trong máy phát điện.
Khi một dòng điện chạy qua một cuộn dây được đặt trong một từ trường của nam châm, cuộn dây dẫn sẽ chịu tác động bởi một lực vuông góc với hướng của cả từ trường và dòng điện chạy qua.
Quy tắc bàn tay trái, minh họa ảnh bên, Ngón tay cái, ngón trỏ và ngón giữa để biểu diễn các trục hay hướng của các đại lượng vật lý, ngón cái choãi ra 90 độ biểu diễn chiều chuyển động của lực, ngón trỏ chỉ hướng của từ trường và ngón giữa là chiều của dòng điện chạy qua.  Áp dụng tương tự cho quy tắc bàn tay phải đối với máy phát điện, quạt điện, ...

## Quy ước
- Hướng của lực cơ học là theo nghĩa đen.
- Hướng của từ trường là từ bắc xuống nam.
- Hướng của dòng điện là dòng điện thông thường: từ dương sang âm.

Quy tắc này dựa trên cơ sở lực từ tác động lên dây điện theo biểu thức toán học:
F = I dl×B
Ở đây:
- F là lực từ
- I là cường độ dòng điện
- dl là véc tơ có độ dài bằng độ dài đoạn dây điện và hướng theo chiều dòng điện
- B là véc tơ cảm ứng từ trường.

Phương của lực F là phương của tích véc tơ của dl và B, và do đó có thể xác định theo quy tắc bàn tay trái như trên.
Cũng có thể xác định phương của F theo quy tắc bàn tay phải (xem thêm các bài viết về quy tắc bàn tay phải và tích véc tơ).